# 콜레오카이테강
콜레오카이테강(Coleochaetophyceae)은 유조직 세포로 이루어진 윤조식물 조류 강의 하나로, 육상식물 중에서 대표적으로 가장 원시적인 다세포 식물의 하나이다.. 의문의 여지가 있는 화석 속(屬)으로 파르카속(Parka)을 포함하고 있다.

## 하위 목
- 카이토파이리디움목 (Chaetosphaeridiales)
  - 카이토파이리디움과 (Chaetosphaeridiaceae)
    - 카이토파이리디움속 (Chaetosphaeridium)[3]
- 콜레오카이테목 (Coleochaetales)
  - 콜레오카이테과 (Coleochaetaceae)
    - 콜레오카이테속 (Coleochaete)
    - Conochaete
    - Radioramus